# Maria Sibylla Merian
Maria Sibylla Merian (Frankfurt, 1647. április 2. – Amszterdam, 1717. január 13.) német természetkutató, tudományos illusztrátor. Részletes ábrákat készített az általa tanulmányozott növényekről és rovarokról. A lepkék fejlődésének megfigyelésével és dokumentálásával lényegesen hozzájárult az entomológia tudományához.

## Élete
Anna Maria Sibylla Merian 1647. április 2-án született Frankfurtban. Apja idősebb Matthäus Merian svájci vésnök és könyvkiadó, aki három évvel később meghalt. Merian anyja, Johanna Catharina Sibylla Heim 1651-ben feleségül ment Jacob Marrel csendéletfestőhöz, aki bátorította a lányt, hogy kezdjen el rajzolni és festeni. Merian 13 évesen festette le először az általa gyűjtött növényeket és rovarokat.
„Fiatalkoromat rovarok megfigyelésével töltöttem, először selyemhernyókkal foglalkoztam szülővárosomban, Frankfurtban. Rájöttem, hogy más hernyókból gyönyörű pillangók vagy molylepkék keletkeznek, és hogy ez a selyemhernyókkal is így van. Emiatt elkezdtem gyűjteni az összes hernyót, amit csak találtam, hogy lássam, hogy változnak át.” – (A Metamorphosis insectorum Surinamensium — Suriname rovarainak átváltozása előszavából)
1665-ben Merian feleségül ment Marrel tanítványához, a nürnbergi Johann Andreas Graffhoz, akinek apja költő volt és a helyi középiskola – a 17. századi Németország egyik vezető középfokú oktatási intézménye – igazgatója. Két évvel később született meg első gyermekük, Johanna Helena, ezután a család Nürnbergbe költözött. Maria Sibylla itt folytatta a festést, pergamennel és vászonnal is dolgozott, és hímzésmintákat is tervezett, emellett rajzleckéket adott előkelő gazdag családok hajadon lányainak. Ezzel családját nemcsak anyagilag segítette, hanem társadalmi felemelkedés tekintetében is. Így bejárása lett a gazdagok és előkelők kertjeibe.

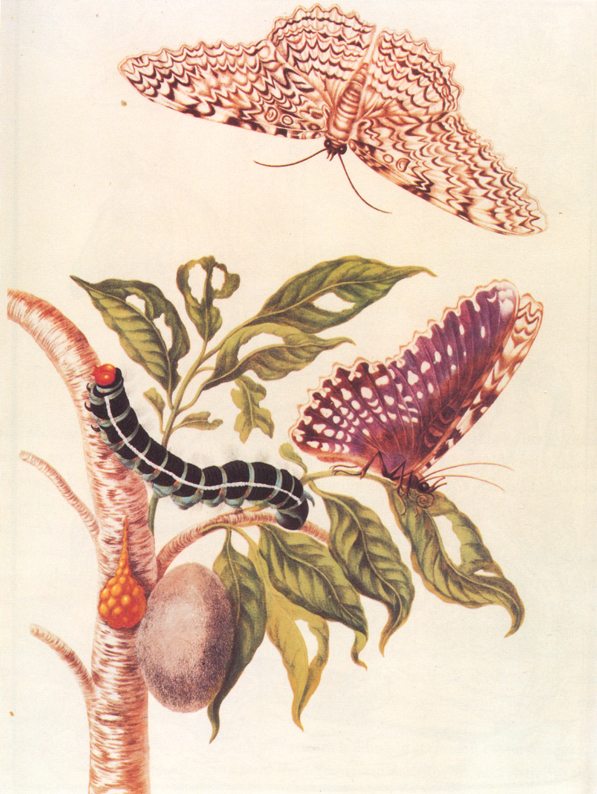
Festmény a Thysania agrippina átalakulásáról 1705-ből. Létezik a képnek egy másik változata is, amelyen a kitárt szárnyú lepke kivételével mindegyik képnek a tükörképe látható

Első könyve, a Neues Blumenbuch („Virágok új könyve”) három részben jelent meg 1675-80 között. Az ebben szereplő virágok és virágkoszorúk amatőr festmények és hímzések mintájául szolgáltak, hasonlóan más könyvekhez, melyek Merian apja kiadójánál jelentek meg. A kertekben, ahová bejárása volt, Merian elkezdte tanulmányozni a rovarokat, különösen a hernyók és pillangók életciklusát. Sok korabeli tudós még mindig abban hitt, hogy a rovarok a rothadó talajból jönnek létre spontán keletkezéssel. Ez az arisztotelészi elmélet annak ellenére volt rendkívül elterjedt, hogy ellentmondott a katolikus egyház tanításainak. Aquinói Szent Tamás ugyan még hitt benne, és a rovarok keletkezését az ördög művének tartotta, V. Ince pápa a tizenharmadik században kijelentette, hogy ez a hit ellentétes az egyház tanításaival, mert minden életet Isten teremtett a teremtés első napjaiban, ahogy Mózes első könyve leírja. Francesco Redi volt az egyik első tudós, aki kimutatta, hogy a hernyók petékből keletkeznek. Merian az elterjedt tudományos vélemény ellenére kezdte tanulmányozni, hogyan alakul a hernyó pillangóvá. Az átalakulást, a selyemgubókat és a táplálékul szolgáló növényeket is dokumentálta, vázlatait és illusztrációit később tanulmánykötetben gyűjtötte össze.
1678-ban megszületett második lánya, Dorothea Maria, aki később Georg Gsell festőhöz ment feleségül. 1679-ben Merian megjelentette második könyve, a Der Raupen wunderbare Verwandlung und sonderbare Blumennahrung („A hernyó csodálatos átalakulása és különös virág-eledele”) első kötetét. Ebben a könyvében különböző pillangófajok fejlődésének szakaszait mutatta be, illetve a növényeket, amelyekből táplálkoztak. Az előszóban arra kéri az olvasót, hogy „ne az én dicsőségemet keresse, egyedül Istenét, hogy dicsőíthesse őt, mint azt, aki ezeknek a legapróbb és legszerényebb hernyóknak is teremtője.” (Suche demnach hierinnen nicht meine sondern allein Gottes Ehre Ihn als einen Schöpfer auch dieser Kleinsten und geringsten Würmlein zu preisen.) Ezzel ezt a könyvét nem annyira tudományos, mint inkább a teremtésről elmélkedő könyvnek állítja be, a természetben Istent kereső hagyomány részének.
1681-ben Merian nevelőapja, Jacob Marrell meghalt. Merian családja 1683-ban visszatért Frankfurtba, hogy foglalkozzon a hagyatékkal, amelybe beletartozott a ház, műalkotások, a könyvtár és egyes megoldatlan pénzügyek. A család egyes ágaival jogi vitákba bonyolódtak, a pereskedés 1685-ben zárult le. Ezután Merian elhagyta a férjét; anyjával és lányaival Frízföldre ment és a labadista vallási kommunához csatlakozott, akik nem ismerték el a csoportjukon kívüli házasságokat. A család Suriname kormányzója, Cornelis van Sommelsdijk házába költözött, így Meriannak lehetősége nyílt tanulmányozni a dél-amerikai trópusi flórát és faunát.
Öt évvel később, anyja halála után Merian Amszterdamba költözött. Férje 1692-ben hivatalosan is elvált tőle. Amszterdamban Merianra és munkásságára felfigyeltek a korabeli tudósok. Idősebbik lánya, Johanna Helena feleségül ment egy Jacob Herolt nevű kereskedőhöz, aki szintén labadista volt korábban, és Suriname-ba költöztek, amelyet nem sokkal korábban gyarmatosított Hollandia.
1699-ben Amszterdam városa szponzorálta Merian és kisebbik lánya, Dorothea Maria suriname-i útját. Az utazás előtt Merian ezt írta:
„Hollandiában nagy csodálkozással vettem észre, milyen csodálatos állatok származnak a Kelet- és Nyugat-Indiákról. Szerencsém volt, hogy alkalmam nyílt megnézni Dr. Nicolaas Witsen amszterdami polgármester, a Kelet-Indiai Társaság igazgatójának értékes gyűjteményét, és Mr. Jonas Witsenét, Amszterdam titkáráét is. Emellett megtekinthettem Mr. Fredericus Ruysch orvosdoktor, az anatómia és botanika professzora, Mr. Livinus Vincent és több más személy gyűjteményét is. Ezekben a gyűjteményekben számtalan más rovart is láttam, de ha eredetük és szaporodásuk ismeretlen, fel kell tennünk a kérdést, hogy alakulnak át, kezdve a hernyóval, folytatva a selyemgubóval, és így tovább. Ez vezetett ahhoz, hogy megtegyem rég vágyott utamat Suriname-ba.” (A Metamorphosis insectorum Surinamensium előszavából)
Merian két évig dolgozott Suriname-ban (melyhez akkoriban a későbbi Francia, Brit és Holland Guyana is hozzátartozott), utazásokat tett a gyarmat területén és lerajzolta a helyi növényeket és állatokat. Feljegyezte a növények helyi nevét és hasznukat is. Kritizálta azt, ahogy a holland telepesek bántak az indián és fekete rabszolgákkal. 1701-ben a malária miatt kénytelen volt visszatérni Hollandiába. Itt eladott az általa gyűjtött növény- és rovarpéldányokból, és kiadott egy könyvet a suriname-i életet ábrázoló metszetekből. 1705-ben megjelentette Metamorphosis Insectorum Surinamensium című, a suriname-i rovarokról szóló könyvét.
1715-ben agyvérzés miatt részben megbénult. Folytatta munkáját, de betegsége miatt valószínűleg már kevésbé hatékonyan; egy későbbi feljegyzés koldusként említi. 1717. január 13-án hunyt el. Lánya, Dorothea jelentette meg posztumusz művét, az Erucarum Ortus Alimentum et Paradoxa Metamorphosist.
Merian munkásságát a 20. század utolsó éveiben fedezték fel és ismerték el. Arcképe díszítette az 500 német márkás bankjegyet, mielőtt Németország áttért az euró használatára. 1987. szeptember 17-én 0,4 márkás bélyegre is felkerült arcképe, iskolákat neveztek el róla, és 2005-ben az ő nevét kapta a Maria S. Merian német kutatóhajó, melyet Warnemündében bocsátottak vízre.

## Munkássága

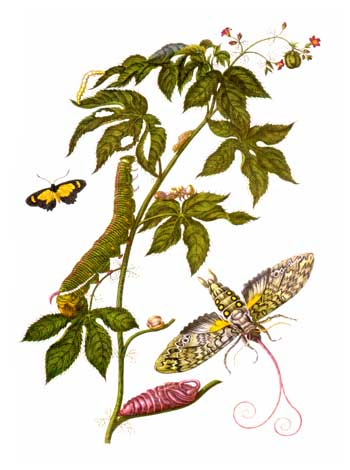
A Metamorphosis insectorum Surinamensium egyik képe

Merian három könyvet adott ki növények metszeteivel: 1675-ben, 1677-ben és 1680-ban. Ezután a rovarokat kezdte tanulmányozni, élő példányokat tartott belőlük, és illusztrálta fejlődésük minden egyes szakaszát – a petét, lárvát, bábot és a kifejlett egyedet. Ebben a korban szokatlan volt, hogy valakit érdekeljenek a rovarok, melyeket a köznyelv csak az ördög állatainak hívott. Emiatt fejlődésük sem volt ismert. Merian 186 rovarfaj életciklusát írta le, és bizonyítékot gyűjtött a korabeli felfogás ellen, mely szerint a rovarok a földből keletkeznek. Bár egyes tudósok már ismerték a teljes átalakulást, az emberek többsége nem. Merian az általa megfigyelt rovarok életciklusának több más részletét is leírta, például azt, hogy a hernyóból pillangóvá átalakulás minden egyes szakaszában a rovarnak bizonyos növényekre volt szüksége, emiatt a rovar ezen növények közelébe rakta le petéit.
Műve, a Der Raupen wunderbare Verwandlung und sonderbare Blumennahrung a korabeli német nyelven íródott, emiatt népszerűvé vált az arisztokrácia egyes köreiben, de a tudományos világ nagyrészt figyelmen kívül hagyta, mert nem latinul íródott, amit a kor tudományos irodalmától megköveteltek.
Merian az egyik első tudós, aki közvetlen közelről figyelte meg a rovarokat. Ezzel a megközelítéssel sokkal nagyobb betekintést kapott a rovarok életébe, mint kora legtöbb tudósa. Suriname-i kutatása szokatlannak számított a korban, főleg nőhöz képest. A király vagy a kormány általában támogatta azokat, akik új fajok felfedezése, gyűjtemények létrehozása vagy letelepedés céljából a gyarmatokra mentek, de a tudományos expedíciók nem voltak gyakoriak ebben a korban, és Merian nemhivatalos, részben saját maga finanszírozta expedíciója szokatlannak számított, ellenben sikerrel járt, mert számos, korábban nem ismert állat- és növényfajt fedezett fel Suriname parttól távolabbi területein. Sok időt töltött ezek tanulmányozásával és osztályozásával, illetve részletes leírásukkal. A pillangók és molylepkék általa létrehozott osztályozási rendszere ma is releváns. A növényekre azok bennszülött nevét használta, így ezek terjedtek el Európában is.

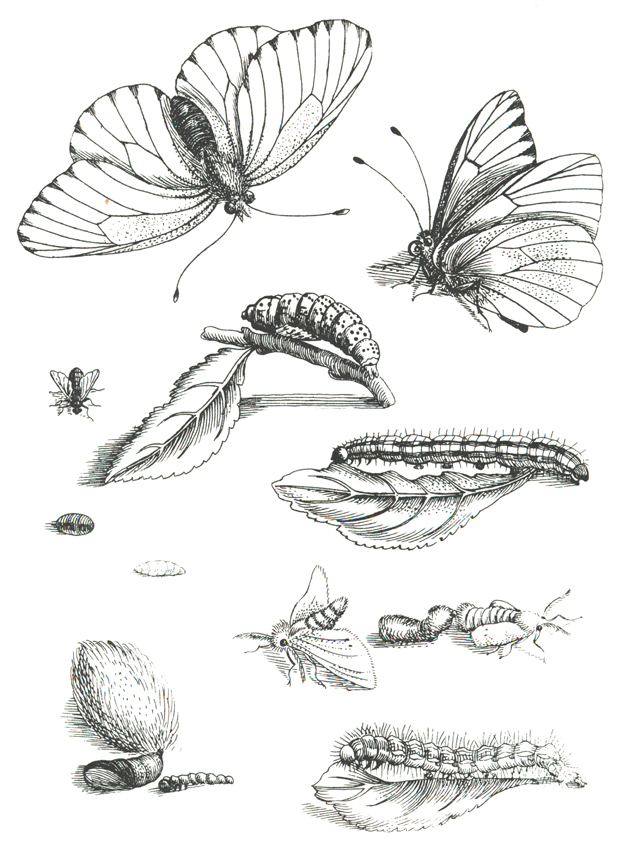
Az Erucarum Ortus egy illusztrációja

„Én hoztam létre a selyemgubós rovarok, a pillangók és éjjeli lepkék első osztályozási rendszerét. A második osztályozási rendszeremben a kukacok, hernyók, legyek és méhek szerepelnek. Megtartottam a növényeknek az őslakosok által használt nevét, mert Amerikában a helyi lakosok és az indiánok is ezeket használják.” (A Metamorphosis insectorum Surinamensium előszavából)
Növényeket, békákat, kígyókat, pókokat, iguánákat és trópusi bogarakat ábrázoló rajzait ma is gyűjtik a műkedvelők szerte a világon. A német Vogelspinne szó, melynek a magyar madárpók a tükörfordítása, valószínűleg Merian egyik metszetéről ered: a kép, melyet suriname-i vázlatai alapján készített, egy hatalmas pókot ábrázol, ami épp elkapott egy madarat. Ugyanezen a metszeten és a mellette szereplő szövegen Európában elsőként leírta a vándorhangyákat és a levélvágó hangyákat, illetve ezek hatását más élőlényekre.
Nem sokkal halála előtt Merian munkáit Nagy Péter cár is látta Amszterdamban. Merian halála után a cár többet is megvásárolt belőlük, ezek ma is szentpétervári akadémiai gyűjtemények részét képezik.

## Művei
- Neues Blumenbuch. Volume 1. 1675
- Neues Blumenbuch. Volume 2. 1677
- Neues Blumenbuch. Volume 3. 1677
- Der Raupen wunderbare Verwandlung und sonderbare Blumennahrung. 1679
- Metamorphosis insectorum Surinamensium. 1705

## Forrásmunkák
- de Bray, Lys (2001). The Art of Botanical Illustration: A history of classic illustrators and their achievements. Quantum Publishing Ltd., London. ISBN 1-86160-425-4.
- Patricia Kleps-Hok: Search for Sibylla: The 17th Century's Woman of Today, U.S.A 2007, ISBN 1-4257-4311-0; ISBN 1-4257-4312-9.
- Helmut Kaiser: Maria Sibylla Merian: Eine Biografie. Artemis & Winkler, Düsseldorf 2001, ISBN 3-538-07051-2
- Uta Keppler: Die Falterfrau: Maria Sibylla Merian. Biographischer Roman. dtv, München 1999, ISBN 3-423-20256-4 (Nachdruck der Ausgabe Salzer 1977)
- Charlotte Kerner: Seidenraupe, Dschungelblüte: Die Lebensgeschichte der Maria Sibylla Merian. 2. Auflage. Beltz & Gelberg, Weinheim 1998, ISBN 3-407-78778-2
- Dieter Kühn: Frau Merian! Eine Lebensgeschichte. S. Fischer, Frankfurt 2002, ISBN 3-10-041507-8
- Inez van Dullemen: Die Blumenkönigin: Ein Maria Sybilla Merian Roman. Aufbau Taschenbuch Verlag, Berlin 2002, ISBN 3-7466-1913-0
- Kurt Wettengl: Von der Naturgeschichte zur Naturwissenschaft – Maria Sibylla Merian und die Frankfurter Naturalienkabinette des 18. Jahrhunderts. Kleine Senckenberg-Reihe 46: 79 S., Frankfurt am Main 2003
- Kim Todd: Chrysalis: Maria Sibylla Merian and the Secrets of Metamorphosis. Harcourt, USA, 2007. ISBN 0-15-101108-7.
- Ella Reitsma: "Maria Sibylla Merian & Daughters, Women of Art and Science" Waanders, 2008. ISBN 978-90-400-8459-1.